# ヤンデックス翻訳
ヤンデックス翻訳（ヤンデックスほんやく、ロシア語: Яндекс.Переводчик、英語: Yandex.Translate）は、ヤンデックスにより提供される機械翻訳サービス。
ヤンデックスが開発した、自己学習を行う統計的機械翻訳エンジンを用いる。数百万の翻訳された文章をもとに構築された対訳データ辞書により構成されている。翻訳が要求されると、先ずデータベースとの照合を行う。ついで基本的な文構造を元に文章の比較を行い、文脈から文中の語が用いられている意味の確定を試みる。
翻訳機能は2009年より実装された検索結果の翻訳ボタンと、PROMT（ルールベース機械翻訳を行うロシアの企業）の技術から得られたものであることに留意すべきである。
ヤンデックス・ブラウザに組み込まれており、ブラウザ上での翻訳に対応している。
機械翻訳に加えて辞書機能を有する言語もある。スマートフォン対応のアプリとして、iOS、Android、Windows Phone（Microsoft Windows 10 Mobile）版が製作されている。